# Astrid
Astrid (Ásfríðr) er et norrønt pigenavn, der betyder "kærlighedsfuld", "skønhed" eller "hun som er elsket af guderne". Ase-strid. Ase (nordisk gud) og strid = Leg. Gudeleg, eller gudekamp. 

## Udbredelse
Navnet Astrid er mest udbredt i de nordiske lande, men ses dog også benyttet i for eksempel Frankrig og USA som følge af emigration.
Tabellen herunder lister udbredelsen i detaljer.
| Land     | Blandt landets befolkning | Blandt landets befolkning | Blandt landets befolkning | Blandt nyfødte | Blandt nyfødte | Blandt nyfødte | Blandt nyfødte |
| Land     | Antal                     | Procent                   | Rangering                 | Antal          | Procent        | Rangering      |                |
| -------- | ------------------------- | ------------------------- | ------------------------- | -------------- | -------------- | -------------- | -------------- |
| Sverige  | 39.677 (2006)             | 0,88 %                    | 49.                       | 242 (2006)     | 0,46 %         | 55.            |                |
| Norge    | 20.226 (2006)             | 0,86 %                    | 9.                        | 91 (2006)      | 0,31 %         | 66.            |                |
| Tyskland | - (1890–2007)             | -                         | 83.                       | - (2006)       | -              | (> 200.)       |                |
| Danmark  | 6.888 (2007)              | 0,25 %                    | –                         | 197 (2005)     | 0,6 %          | 36.            |                |
| Finland  | 5.812 (2007)              | 0,22 %                    | –                         | –              | –              | (> 69.)        |                |
| Belgien  | 5.912 (2002)              | 0,11 %                    | 208.                      | –              | –              | (> 100.)       |                |
| Frankrig | 11.273 (2004)             | 0,04 %                    | 290.                      | 180 (2004)     | 0,05 %         | 249.           |                |
| USA      | 5.100 (1990)              | 0,004 %                   | 1482.                     | –              | –              | (> 500.)       |                |

## Varianter
I Norge findes formen Astri uden -d også, mens den fordanskede udgave er Estrid. I Sverige er det normalt at anvende kælenavnet Sassa til piger, der hedder Astrid.